# Arthur MacArthur
Arthur MacArthur, född 26 januari 1815 i Glasgow, Skottland, död 26 augusti 1896 i Atlantic City, New Jersey, var en skotsk-amerikansk politiker och jurist. Han tjänstgjorde som guvernör i delstaten Wisconsin 21 mars – 25 mars 1856.
MacArthur invandrade till USA tillsammans med sin mor. Han studerade vid Wesleyan University i Middletown, Connecticut. Han inledde 1841 sin karriär som advokat i delstaten New York men flyttade 1849 till Milwaukee.
Demokraten William A. Barstow kandiderade 1855 till omval som guvernör i Wisconsin. MacArthur var demokraternas kandidat till viceguvernörsposten. Enligt de första resultaten vann demokraterna och MacArthur tillträdde 7 januari 1856 som viceguvernör. Republikanen Coles Bashford vägrade att godkänna guvernörsvalets resultat. När läget såg hopplöst ut för Barstow, bestämde han sig för att avgå i mars 1856. MacArthur efterträdde sedan honom som guvernör. Wisconsins högsta domstol ogiltigförklarade sedan guvernörsvalets resultat. Efter fyra dagar som guvernör efterträddes MacArthur av republikanen Bashford. MacArthur tjänstgjorde därefter som Bashfords viceguvernör fram till 4 januari 1858. Han arbetade sedan som domare i Wisconsin fram till 1869.
USA:s president Ulysses S. Grant utnämnde 1870 MacArthur till domare i District of Columbias högsta domstol. Han pensionerades 1887.
Generallöjtnant Arthur MacArthur Jr. var MacArthurs son och general Douglas MacArthur hans sonson.